# Futsal-Regionalliga Nord 2019/20
Die Futsal-Regionalliga Nord 2019/20 war die dritte Saison der Futsal-Regionalliga Nord, der höchsten Futsalspielklasse in Norddeutschland. Die Saison begann am 7. September 2019 und sollte mit dem letzten Spieltag am 28. März 2020 enden. Wegen der COVID-19-Pandemie wurde der Wettbewerb zunächst unterbrochen und schließlich abgebrochen. Meister wurde der Titelverteidiger HSV-Panthers vor dem FC Fortis Hamburg. Beide Mannschaften qualifizierten sich bereits vor der Unterbrechung für die Deutsche Futsal-Meisterschaft 2020.

## Tabelle
| Pl.               | Verein                 | Sp. | S  | U | N  | Tore    | Diff. | Punkte |
| ----------------- | ---------------------- | --- | -- | - | -- | ------- | ----- | ------ |
| 1.                | HSV-Panthers (M)       | 16  | 15 | 1 | 0  | 148:300 | +118  | 46     |
| 2.                | FC Fortis Hamburg      | 16  | 12 | 0 | 4  | 096:610 | +35   | 36     |
| 3.                | Eintracht Braunschweig | 16  | 9  | 0 | 7  | 056:570 | −1    | 27     |
| 4.                | Sparta Futsal HSC      | 16  | 9  | 0 | 7  | 104:990 | +5    | 27     |
| 5.                | PTSK Kiel              | 15  | 7  | 1 | 7  | 063:630 | ±0    | 22     |
| 6.                | Buchholzer FC (N)      | 16  | 6  | 1 | 9  | 080:104 | −24   | 19     |
| 7.                | FC Maihan (N)          | 16  | 5  | 1 | 10 | 057:107 | −50   | 16     |
| 8.                | FC St. Pauli Sala      | 16  | 5  | 0 | 11 | 066:970 | −31   | 15     |
| 9.                | Hamburger Lions        | 16  | 4  | 3 | 9  | 065:870 | −22   | 15     |
| 10.               | Hannover 96            | 15  | 3  | 1 | 11 | 054:840 | −30   | 10     |
| Stand: Saisonende |                        |     |    |   |    |         |       |        |

| Zum Saisonende 2019/20: |                                                           |
| Meister und Teilnahme an der Deutschen Futsal-Meisterschaft 2020: HSV-Panthers Teilnahme an der Deutschen Futsal-Meisterschaft: FC Fortis Hamburg |                                                           |
| |                                                           |
| Zum Saisonende 2018/19: |                                                           |
| (M) | Titelverteidiger: HSV-Panthers                            |
| (N) | Aufsteiger aus der Verbandsliga: Buchholzer FC, FC Maihan |